# Skymningssalamander
Skymningssalamander (Desmognathus fuscus) är ett stjärtgroddjur i familjen lunglösa salamandrar som finns i östra Nordamerika.

## Utseende
Skymningssalamandern är en medelstor salamander med en längd av 7 till 10 cm och med bakben som är tydligt större än frambenen. Tänderna är spetsiga och vassa. Färgteckningen varierar kraftigt: Grundfärgen på ovansidan varierar mellan brunt, rödbrunt, olivgrönt eller grått med något mörkare fläckar på ryggen och sidorna. Svansroten är ofta gul, ljust rödbrun eller olivfärgad. Magen är vitaktig med ett fåtal mörkare fläckar. Det är en litn salamander, med en längd mellan 6,5 och 14 cm. Hanarna är i regel längre än honorna, som alla melemmar i familjen saknar skymningssalamandern lungor, och andas med huden och den blodkärlsrika munhålan.

## Utbredning
Arten finns i östra Nordamerika från södra New Brunswick, sydöstra Québec och södra Ontario i Kanada via västra Ohio och södra Illinois i USA till Mississippi och östra Louisiana. Spridda populationer finns i nordvästra och södra Arkansas, norra Loisiana, North och South Carolina, Georgia och norra Florida 

## Vanor
Skymningssalamandern, som är nattaktiv lever i fuktiga miljöer, längs tätbeväxta mindre vattendrag, gärna med sand- eller grusbotten, på fuktängar och bland lövförna, under stenar, kvistar och andra föremål på fuktig mark. Under vintern gömmer sig djuren i jordhålor, men de är inte i egentlig mening inaktiva.

### Föda och predation
Arten livnär sig på olika ryggradslösa djur som daggmaskar, sniglar, snäckor, mindre kräftdjur, mångfotingar, spindeldjur, flugor och dess larver, myror, småfjärilar, skalbaggar och sländor. Larverna äter smådjur som mindre kräftdjur, insektslarver och kvalster. Viss kannibalism förekommer, särskilt av larver och nyförvandlade unga. Själv utgör de föda åt ormar, bland annat strumpebandssnok, många fåglar, andra, större stjärtgroddjur, skunkar, tvättbjörnar och näbbmöss.

### Fortplantning
Skymningssalamandern leker nära vatten både på vår och höst. Efter en parningsdans som sker på land och involverar beröringar och nafsanden från både hanen och honan samt små hopp från hanens sida, slingrar sig honan och hanen om varandra och kan befinna sig i den positionen i flera minuter innan hanen avsätter en spermatofor på marken som honan tar upp med sin kloak. Det förekommer också att överföringen sker kloak mot kloak. Under sommaren lägger honan upptill ett 50-tal ägg, som placeras under stenar, kvistar, löv eller andra föremål nära vatten. Det förekommer också att äggen läggs i vatten. Honan bevakar äggen ihärdigt tills de kläcks efter 40 till 80 dagar. Ungarna kläcks med gälar, men kan ändå stanna på land hos honan i flera dagar innan de beger sig till vattnet. De förvandlas vanligtvis efter 7 till 11 månader. Könsmognad inträffar vanligen vid 2 till 3 års ålder för hanar, 3 till 4 års ålder för honor.